# Мансвил (Оклахома)
Мансвил (енгл. Mannsville) град је у америчкој савезној држави Оклахома.

## Демографија
По попису из 2010. године број становника је 863, што је 276 (47,0%) становника више него 2000. године.
| Група             | 2000.       | 2010.       |
| Белци             | 479 (81,6%) | 647 (75,0%) |
| Афроамериканци    | 1 (0,2%)    | 0 (0,0%)    |
| Азијати           | 0 (0,0%)    | 1 (0,1%)    |
| Хиспаноамериканци | 3 (0,5%)    | 53 (6,1%)   |
| Укупно            | 587         | 863         |